# Syncephalis tengi
Syncephalis tengi är en svampart som beskrevs av S.H. Ou 1940. Syncephalis tengi ingår i släktet Syncephalis och familjen Piptocephalidaceae.   Inga underarter finns listade i Catalogue of Life.